# Porto de Umeå
O Porto de Umeå (em sueco Umeå hamn) é um porto marítimo na margem do rio Umeälven, localizado na cidade sueca de  Umeå, em Västerbotten.
Possui um cais com o comprimento de 1276 m, por onde é movimentada anualmente uma carga de 2,3 milhões de toneladas, aumentando constantemente o número de contentores, agora na casa dos 30 000 anualmente.
Caracteriza-se sobretudo pela movimentação de produtos florestais, e em menor grau de produtos petrolíferos.

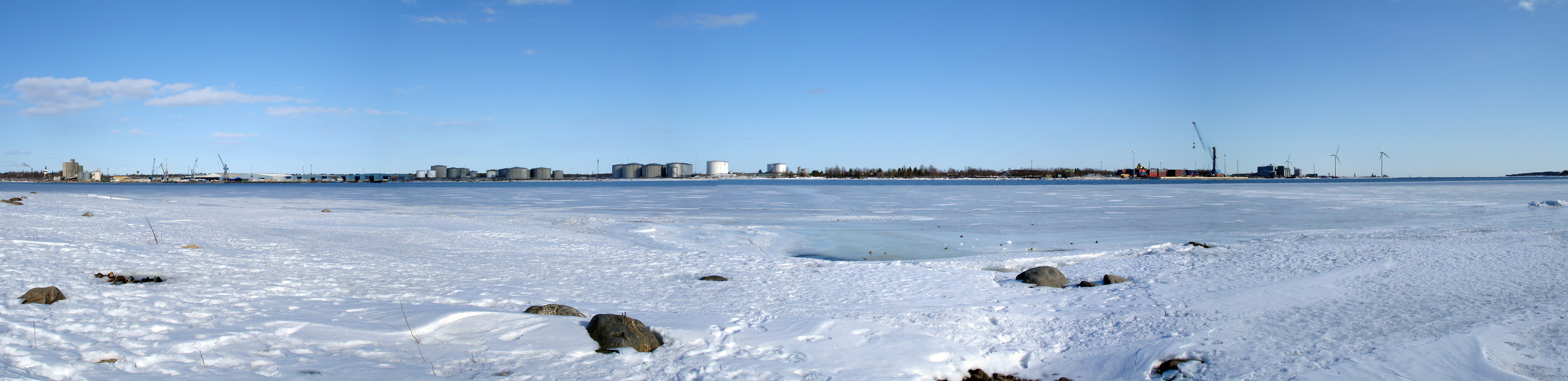
Vista panorâmica do porto